# Terra (Kingdom Hearts)
Pour les articles homonymes, voir Terra.
Terra (テラ, Tera) est un personnage de la série de jeux vidéo Kingdom Hearts. Il apparait pour la première fois dans l'opus Kingdom Hearts : Birth by Sleep, dont il est l'un des trois principaux protagonistes avec Aqua et Ventus.

## Biographie

### Kingdom Hearts: Birth by Sleep

#### Disciple d'Eraqus
Terra fut le disciple de Maître Eraqus et l'ami d'Aqua et de Ventus, eux-mêmes disciples d'Eraqus. Il passa un jour avec Aqua (Ventus étant encore trop jeune) l'épreuve de maîtrise pour devenir maîtres de la Keyblade, sous la surveillance d'Eraqus et de Xehanort, un autre maître de la Keyblade et ancien ami d'Eraqus. Alors qu'Aqua réussit à passer l'épreuve, Eraqus n'accorda pas le statut et le pouvoir de maître de la Keyblade à Terra en raison du fait qu'il n'avait pu résister à ses propres ténèbres durant l'épreuve.
Peu de temps après, Eraqus fut averti par son ami Yen Sid de l'apparition de créatures des ténèbres nommées Nescients et en avisa Terra et Aqua. À cela s'ajouta la disparition Xehanort, et Eraqus chargea ses disciples d'éradiquer les Nescients et de retrouver Xehanort. Terra parcourut de nombreux mondes et retrouva Xehanort dans un monde désolé ; là, le maître apprit à Terra le passé oublié de Ventus et le chargea de détruire Vanitas, une créature des ténèbres qui représentait la partie ténébreuse du cœur de Ventus que Xehanort avait dû extraire lorsque le jeune garçon était son disciple et qui était la source des Nescients

#### Invasion de son cœur par les ténèbres
Plus tard, Xehanort rappela Terra et lui annonça que Ventus avait eu connaissance du passé qu'il avait oublié et qu'il était rentré voir Eraqus pour obtenir des explications. Craignant qu'Eraqus ne tue Ventus, il demanda à Terra de sauver son ami avant qu'il ne soit trop tard. Terra arriva juste à temps pour sauver Ventus et affronta son mentor après avoir envoyé son ami en sécurité dans un autre monde. En usant du pouvoir de ses ténèbres, Terra vainquit son maître, mais se rendit compte de son erreur. Il ne put malheureusement empêcher la mort de son maître, assassiné par Xehanort qui dévoila sa vraie nature et invita Terra à le rejoindre à la Nécropole des Keyblades pour le voir tuer Aqua et Ventus.
En arrivant dans ce monde, Terra fut rejoint par ses deux amis et affrontèrent à eux trois Xehanort et Vanitas qui prirent rapidement l'avantage. Vite séparé de ses deux amis qui furent neutralisés par les pouvoirs de Xehanort, Terra n’eut d'autre choix que d'affronter seul Xehanort et Vanitas en utilisant son pouvoir ténébreux. Durant le combat, Xehanort envoya Vanitas tuer Aqua et fusionner avec Ventus pour former la légendaire χ-blade. Ne pouvant arrêter Vanitas, Terra se laissa envahir par ses propres ténèbres et se déchaîna sur Xehanort qui fut finalement terrassé. Cependant, le cœur de Terra fut ouvert par ses propres ténèbres, ce qui permit à Xehanort de libérer son cœur grâce à sa propre Keyblade, d'investir et de prendre le contrôle du corps de Terra.

#### Fin de Terra
Mais Terra résista à Xehanort et ce dernier fut dans l'obligation de le combattre dans son cœur. Lorsque Aqua retrouva le corps de Terra dans le Jardin Radieux, ce dernier tenta de la tuer, car il s’avérait qu'il était sous le contrôle de Xehanort qui dut affronter deux ennemis à la fois, Aqua dans le monde physique et Terra dans son cœur. Aqua remporta le combat et Xehanort fut dans l'obligation d'ouvrir de nouveau son cœur avec sa Keyblade pour en chasser Terra ; cette action l'envoya dans le monde des ténèbres, mais il fut sauvé par Aqua qui tenta de sauver son ami et lui légua son armure et sa Keyblade pour qu'il puisse revenir dans le Jardin Radieux, tandis qu'Aqua plongeait dans le monde des ténèbres. Le corps de Terra était dès lors sous le contrôle de Xehanort, bien que Terra ne disparut pas complètement de son cœur. Il fut recueilli par Ansem le Sage, le maître du Jardin Radieux qui le prit comme disciple.

### Kingdom Hearts 3D: Dream Drop Distance
Terra fait une courte apparition dans un rêve de Sora (où il remplace Riku). Plus tard, Xehanort explique à Mickey et à Riku que, bien que Terra ait récupéré son apparence, il est toujours sous son contrôle : « Sora et un de ta liste m'appartiennent. » (en parlant de la liste des Sept Gardiens de Lumières). Terra sera donc un des réceptacles de Xehanort, et fait partie des personnages encapuchonnés assis sur les Sièges de l'Organisation.

### Kingdom Hearts III
Vers la fin du jeu, lorsque les Gardiens de la Lumière se rendent à la Nécropole des Keyblades, ils firent face à Terra-Xehanort. Il finira par tué tous les Gardiens. Cependant, Sora ne disparut pas complètement, et son âme se retrouva dans le Monde Final. Après avoir récupéré les fragments de son corps, Sora utilisa le Pouvoir de l'Eveil afin de ressusciter les Gardiens de la Lumière, et de revenir quelques instants avant leur défaite contre Terra-Xehanort. Là, grâce à l'aide de Naminé, que Sora avait rencontré dans le Monde Final, elle contacta la Volonté Persistante (l'armure de Terra où résidait son âme), qui se bat contre Terra-Xehanort, et force ce dernier à battre en retraite.
Plus tard, Terra-Xehanort affronte Aqua, Ventus et Sora. Il utilise son Gardien afin de ligoter les trois héros avec des chaînes. Ventus dit alors qu'il a tenu sa promesse d'être là pour Terra. Le Gardien se rebelle alors, révélant que le cœur de Terra se trouve à l'intérieur. Sora le libère avec sa Keyblade, et Terra reprit enfin le contrôle de son corps de l'emprise de Xehanort.
Après le combat final contre Maître Xehanort, on le verra en train de célébrer la victoire sur les Iles du Destin.

## Création et développement
Bien que Terra, Ventus et Aqua apparaissent dans la fin secrète du jeu Kingdom Hearts 2 avec leurs armures, Tetsuya Nomura n'avait pas encore défini leur apparence réelle, mais avait déjà défini leur histoire. De ce fait, Nomura ne dévoila pas leur identité, mais indiqua cependant qu'il s'agissait de personnages du passé de la série Kingdom Hearts. Après la réalisation de Kingdom Hearts 2: Final Mix+, Nomura révéla qu'il existait une connexion entre Xemnas et ces trois personnages, mais ne révéla toujours pas leur identité et la laissa à l'imagination des fans. Terra fut présenté pour la première fois en 2006, lors du Tokyo Game Show et fut décrit comme étant un vengeur de Xehanort. Le nom de Terra provient du latin terra qui signifie « la terre », une thématique qui est reliée à celle de Riku et qui représente sa connexion avec lui tout comme pour les autres personnages principaux de la série, comme Sora avec Ventus autour de la thématique du vent.
Des trois protagonistes de Birth by Sleep, Terra est le seul dont l'apparence a été décidée dès le départ et n'a pas subi de modifications. Sa conception d'inspiration japonaise a été incorporés à l'équipement de Terra en se basant sur la relation maître-disciple présentée dans le jeu.